# Desfontainia splendens
Desfontainia splendens es una especie de plantas perteneciente a la familia Desfontainiaceae.

## Descripción
Es un arbusto que alcanza un tamaño de  3(-5) m. Hojas con pecíolos 5-12 mm, acanalados; láminas 2.5-5.5 × 1.5-3.5 cm, 1.5-2 veces tan largas que anchas, brillantes y verde oscuro en el haz, más pálidas en el envés. Flores sobre pedicelos delgados 1-2 cm; lóbulos del cáliz 5-9 × 1.5-2.5 mm, agudos; corola roja o anaranjada tornándose amarilla verdosa en el ápice, el tubo (1.7-)2-2.5 cm, los lóbulos 6-8 × 5-7 mm, ovados a casi orbiculares, imbricados; ovario 3-5 × 1-1.5 mm. Baya 8-15 × 5-10 mm, con 1 rostro de 1 mm; semillas 2.2 × 1.2 mm.

## Distribución y hábitat
Se encuentra en pantanos de grandes altitudes y bosques circundantes o en páramos. a una altitud de 2600-3300 metros en Mesoamérica, Colombia, Venezuela, Ecuador, Perú y Bolivia.

## Taxonomía
Desfontainia splendens fue descrita por Aimé Bonpland   y publicado en Plantae Aequinoctiales 1: 157, t. 45. 1808.
Etimología
Desfontainia: nombre genérico otorgado en honor del botánico francés René Louiche Desfontaines.
splendens: epíteto latino que significa "brillante, espléndido".
Sinonimia
- Desfontainia acutangula Dunal
- Desfontainia costaricensis Woodson
- Desfontainia obovata Kraenzl.
- Desfontainia parvifolia D.Don
- Desfontainia plowmanii R.E.Schult.
- Desfontainia pulchra Moldenke
- Desfontainia spinosa var. acutangula (Dunal) R.E.Schult.
- Desfontainia spinosa var. parvifolia (D.Don) Hook.
- Desfontainia steyermarkii Moldenke
- Linkia splendens (Bonpl.) Poir.[4]